# Presidente Olegário
Presidente Olegário é um município brasileiro no interior do estado de Minas Gerais, Região Sudeste do país. Localiza-se na região noroeste do estado e ocupa uma área de cerca de 3 500 km², sendo que 5,4 km² estão em perímetro urbano. Sua população foi estimada em 18 765 habitantes em 2022.

## História
Antes da chegada dos europeus ao continente americano, a porção central do Brasil era ocupada por indígenas do tronco linguístico macro-jê, como os acroás, os xacriabás, os xavantes, os caiapós, os javaés etc.
Um rancho para tropeiros que iam e vinham de Paracatu deu origem a uma localidade chamada "Brejo Alegre". Em 10 de outubro de 1851, quando foi feita a doação ao patrimônio público da igreja a fim de se erigir uma capela sob a invocação de Santa Rita de Cássia, a localidade passou a ser chamado de "Santa Rita da Boa Sorte". Em 1867, o povoado foi elevado a distrito de Paracatu. Já em 1888, quando foi incorporado ao município de Santo Antônio dos Patos, hoje Patos de Minas, passou a ser chamado de "Santa Rita de Patos".
No ano de 1938, o distrito foi elevado a município, e o nome foi trocado para "Presidente Olegário", em homenagem a Olegário Maciel, chefe político da região, falecido durante sua gestão na Presidência do Estado de Minas Gerais.
Além de seu distrito-sede, contava com mais quatro distritos: Galena, Lagamar, Ponte Firme e Lagoa Grande. O distrito de Lagamar emancipou-se politicamente através da Lei 2 764, de 30 de dezembro de 1962. Posteriormente, o Distrito de Lagoa Grande também obteve sua emancipação, através da Lei 10 704, de 27 de abril de 1992.
Presidente Olegário, hoje, possui cerca de 18 546 habitantes (Censo 2010).

## Geografia

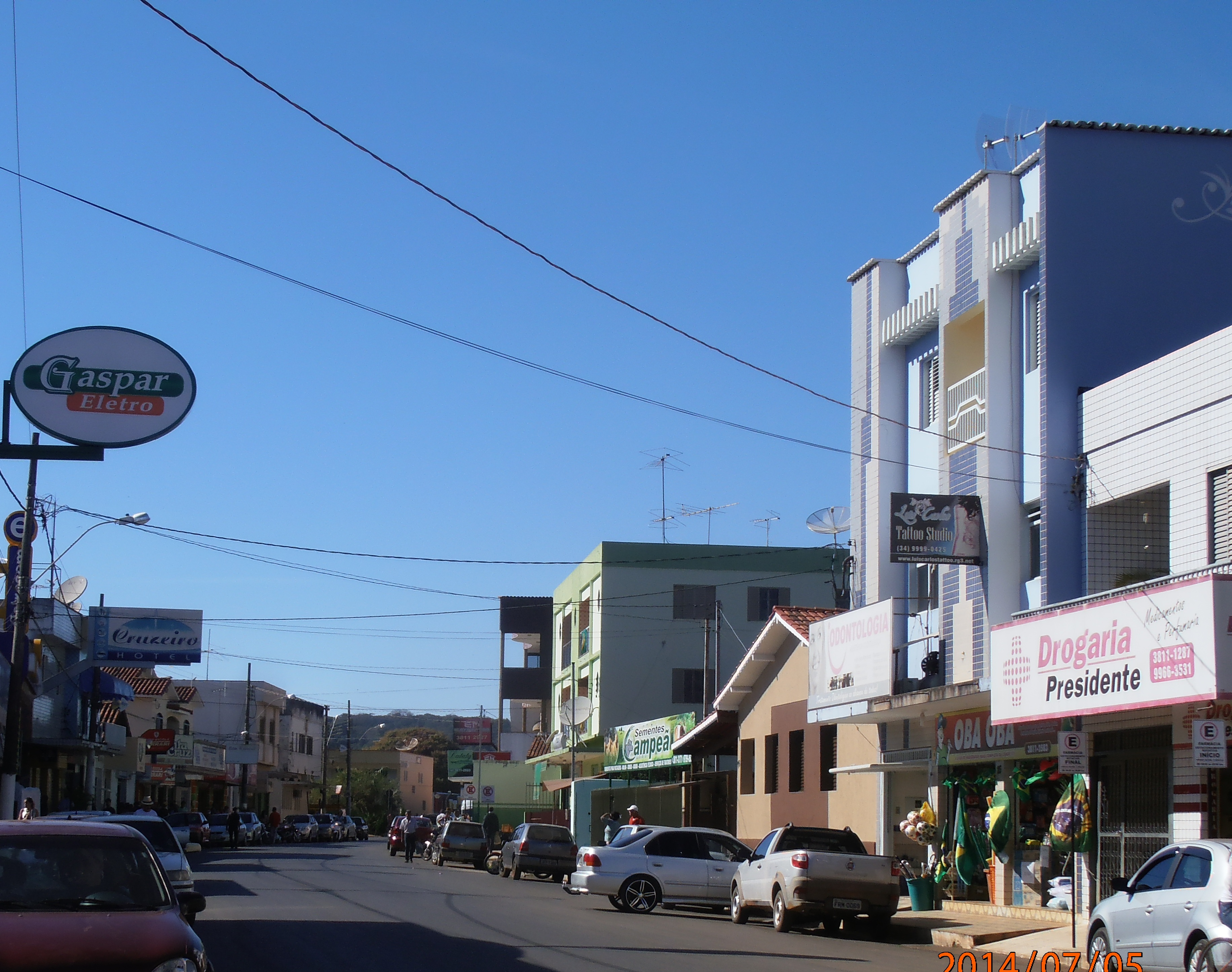
Rua Felisberto Fonseca

O município tem 4 distritos: a Sede, Galena, Santiago de Minas e Ponte Firme (também conhecido pelo antigo nome "São Pedro da Ponte Firme"), destacado por seus imensos chapadões, ricos na produção de grãos, um dos maiores produtores de Minas Gerais e do Brasil. O distrito sede está localizado a 18.41° Sul e 46.41° Oeste. O território de Presidente Olegário está localizado no Planalto Central Brasileiro. Planaltos são superfícies elevadas, nos quais predominam os processos de erosão. No município de Presidente Olegário, o planalto aparece em forma de chapadões, constituídos predominantemente de terrenos sedimentares, cujos topos apresentam-se bastante aplainados, com vales abertos, limitados por escarpas abruptas. A maior chapada existente é a de São Pedro que abrange o Distrito de Ponte Firme e parte do Distrito Sede. O bioma característico do município é o cerrado.
Presidente Olegário possui um grande patrimônio espeleológico, com centenas de cavernas calcárias localizadas em faixa de afloramentos localizada entre os povoados de Galena e Andrequicé. Ocorrências em arenito são descritas em todo o território do município. As cavernas de Presidente Olegário foram inicialmente descritas na publicação "As Grutas em Minas Gerais - 1939, IBGE". A partir de 2007, com base nas informações da publicação do Instituto Brasileiro de Geografia e Estatística, o Grupo Pierre Martin de Espeleologia iniciou o levantamento do patrimônio espeleológico do município levantando até o momento mais de 230 ocorrências. O Laboratório de Estudos Subterrâneos da Universidade Federal de São Carlos e o Laboratório de Estudos da Fauna Subterrânea do Instituto de Biologia da Universidade de São Paulo, instituições de pesquisa parceiras do Grupo Pierre Martin de Espeleologia, já identificaram inúmeras espécies troglóbias (adaptadas à vida subterrânea) em diversas cavidades do município.

## Economia
Hoje, Presidente Olegário é conhecida pela sua ampla produção agropecuária, com o programa de aproveitamento racional das terras do cerrado e riqueza natural. São também locais interessantes uma reserva particular do patrimônio – a Estação Biológica de Vereda Grande – e o Perau das Andorinhas, formado por grutas e paredões de pedras que abrigam andorinhas no período de migração.[carece de fontes?]

## Cultura
O calendário de eventos da cidade de Presidente Olegário conta com algumas festas, religiosas e profanas. 
O evento de maior tradição é a Festa de Nossa Senhora da Abadia de Andrequicé, localidade situada cerca de 60 km da sede; esta festa acontece no mês de agosto, e a comemoração propriamente dita tem lugar no dia 15 deste mês. É importante lembrar que a Romaria de Andrequicé (festa irmã da Romaria de Água Suja), tem origens no final do século XIX, quando da doação do terreno e início das celebrações e peregrinações em homenagem à Nossa Senhora da Abadia. Nos dias hodiernos, a romaria conta com a presença de romeiros de diferentes partes do estado de Minas Gerais e de filhos da terra residentes em outros estados e regiões, como Goiás e Distrito Federal, durante sua realização, tem co-participação na organização e infraestrutura das prefeituras de Presidente Olegário, João Pinheiro, São Gonçalo do Abaeté, Varjão de Minas e de suas respectivas paróquias ou dioceses.
Durante esse festejo religioso e até mesmo antes, os devotos vão a pé realizar pagamentos de promessas e levam ofertas como agradecimento à Nossa Senhora da Abadia. Durante os dias de novena, chegam carros-de-boi e cavaleiros não só de Presidente Olegário, mas também das cidades mais próximas do distrito.
Ainda no âmbito das festas religiosas, durante o mês de janeiro, o município conta com uma gama de Folias de Reis, realizadas em diferentes localidades rurais e no distrito sede. Em janeiro acontece também a Festa em Louvor a São Sebastião, que tem lugar na localidade de Pissarrão. Até bem pouco tempo, contávamos ainda com a Congada em Louvor a Nossa Senhora do Rosário, festa bonita e interessante por sua natureza e constituição mas que, por motivos outros, deixou de acontecer nesta cidade gloriosa e triste pelo esquecimento de algumas tradições.
Outra tradição que malgradamente caiu no ocaso foi a bela Contradança dos Godinhos, folguedo iniciado em princípios do século XX pela família que dá nome à dança e que transita entre o sagrado e o profano, constituindo um joguete em que homens constituem pares nos quais a outra parte é um homem vestido de mulher (talvez em protesto ao arraigado patriarcalismo católico cristão do estado das Gerais), dançando ao som de uma sanfona 4 baixos e um violão e ciceroneados por um palhaço. É interessante notar que a profanação está justamente no vestir-se de mulher e questionar os tabus estabelecidos pelos costumes cíveis e religiosos e a sagração, ou seja, a manteneção do sagrado nos símbolos sagrados do catolicismo estampados nas vestimentas dos participantes. A tradição vem se perdendo, em parte por falta de investimentos de recursos públicos, através das secretarias de cultura, em parte pelo crescente afastamento as gerações hodiernas em manifestações culturais tradicionais, de forma que há apenas uma pessoa que ainda detém parte do conhecimento desta Contradança.
Outra interessante festa que vem perdendo suas forças ao longo dos anos é a Festa da Produção, durante a qual o município, através da Prefeitura Municipal e do Sindicado dos Produtores Rurais, expõe, discute e negocia os produtos agropecuários da cidade, além de promover shows musicais no parque de exposições e atrações culturais em diferentes pontos da cidade.
No distrito da Galena, também existe uma festa tradicional, que é a Festa de Reis, em devoção aos Três Reis que visitaram o menino Jesus após o seu nascimento. Ela acontece a partir do dia 25 de dezembro, quando começa a visita da folia nas casas e nas fazendas. No dia 5 de janeiro (dia dos Santos Reis), o dia da festa, todos se reúnem para rezar e comemorar o dia dos Santos Reis.
Olegariense ilustre:
O cantor sertanejo Gusttavo Lima é natural de Presidente Olegário.